# Euscelidia pallasii
Euscelidia pallasii är en tvåvingeart som först beskrevs av Christian Rudolph Wilhelm Wiedemann 1818.  Euscelidia pallasii ingår i släktet Euscelidia och familjen rovflugor. Inga underarter finns listade i Catalogue of Life.